# Zurich Open 2007
Zurich Open 2007 - жіночий тенісний турнір, що проходив на закритих кортах з твердим покриттям у Цюриху (Швейцарія). Належав до турнірів 1-ї категорії в рамках Туру WTA 2007. Відбувсь удвадцятьчетверте і тривав з 15 до 21 жовтня 2007 року.
Жустін Енен здобула свій другий титул на цьому турнірі (перший був 2003 року). Татьяна Головін досягнула першого для себе фіналу на турнірах 1-ї категорії.

## Фінальна частина

### Одиночний розряд
Жустін Енен —  Татьяна Головін, 6-4, 6-4

### Парний розряд
Квета Пешке /  Ренне Стаббс —  Ліза Реймонд /  Франческа Ск'явоне, 7-5, 7-6(7–1)